# 长枝山竹
长枝山竹（学名：Pinanga macroclada）为棕榈科山槟榔属下的一个种。

## 扩展阅读
- 維基物種上的相關：长枝山竹